# Az Aranypinty (film)
Az Aranypinty (eredeti cím: The Goldfinch) 2019-ben bemutatott amerikai filmdráma John Crowley rendezésében. A forgatókönyvet Donna Tartt azonos című regényéből Peter Straughanm és Donna Tartt írta. A főbb szerepekben Ansel Elgort, Oakes Fegley, Aneurin Barnard, Finn Wolfhard, Sarah Paulson, Luke Wilson, Jeffrey Wright és Nicole Kidman látható.
Tarttnak állítólag 3 millió dollárt fizettek a filmjogokért. A film a 2019-es Torontói Nemzetközi Filmfesztiválon debütált. Az Amerikai Egyesült Államokban 2019. szeptember 13-án, Magyarországon szeptember 19-én mutatták be a mozikban. A film kritikai és kereskedelmi kudarcot vallott.

## Szereplők
| Szerep                   | Színész           | Magyar hang        | Leírás                                                                 |
| ------------------------ | ----------------- | ------------------ | ---------------------------------------------------------------------- |
| Theodore "Theo" Decker   | Ansel Elgort      | Jéger Zsombor      | Audrey és Larry fia                                                    |
| Theo gyerekként          | Oakes Fegley      | Sándor Barnabás    | Audrey és Larry fia                                                    |
| Samantha Barbour         | Nicole Kidman     | Pápai Erika        | Chance felesége                                                        |
| Boris                    | Aneurin Barnard   | Ember Márk         |                                                                        |
| Boris fiatalon           | Finn Wolfhard     | Kretz Boldizsár    |                                                                        |
| Xandra                   | Sarah Paulson     | Kisfalvi Krisztina | Larry Decker volt barátnője                                            |
| Larry Decker             | Luke Wilson       | Dévai Balázs       | Theo apja és Audrey férje                                              |
| James "Hobie" Hobart     | Jeffrey Wright    | Törköly Levente    | Theo mentorja                                                          |
| Pippa                    | Ashleigh Cummings | Mikecz Estilla     | Theo viszonzatlan szerelme                                             |
| Pippa fiatalon           | Aimee Laurence    | Csikos Léda        | Theo viszonzatlan szerelme                                             |
| Kitsey Barbour           | Willa Fitzgerald  | Staub Viktória     | Andy és Platt testvére                                                 |
| Kitsey fiatalon          | Carly Connors     | Kobela Kíra        | Andy és Platt testvére                                                 |
| Lucius Reeve             | Denis O'Hare      | Hirtling István    |                                                                        |
| Chance Barbour           | Boyd Gaines       | Galbenisz Tomasz   | Kitsey, Andy és Platt apja                                             |
| Mr. Silver               | Peter Jacobson    | Vida Péter         |                                                                        |
| Platt Barbour            | Luke Kleintank    | Dér Zsolt          | Andy és Kitsey idősebb testvére, Chance és Samantha fia                |
| Platt fiatalon           | Jack DiFalco      | Ujvári Bors        | Andy és Kitsey idősebb testvére, Chance és Samantha fia                |
| Welton "Welty" Blackwell | Robert Joy        | Mertz Tibor        | Hobie párja                                                            |
| Andy Barbour             | Ryan Foust        | Gáll Dávid         | Chance és Samantha fia, Platt és Kitsey testvére, Theo iskolai barátja |
| Audrey Decker            | Hailey Wist       | Kelemen Kata       | Theo anyja, Larry felesége                                             |